# Selim Ben Djemia
Selim Ben Djemia (arab. سليم بن جميعة, ur. 29 stycznia 1989 w Thiais) – tunezyjski piłkarz grający na pozycji lewego lub środkowego obrońcy. Od 2015 jest zawodnikiem klubu Club Sportif Sfaxien.

## Kariera klubowa
Swoją karierę piłkarską Ben Djemia rozpoczął w klubie Genoa CFC. W 2008 roku awansował do pierwszego zespołu. W 2009 roku został wypożyczony do grającej w Serie B, Padovy. Zadebiutował w niej 24 października 2009 w zremisowanym 0:0 domowym meczu z Triestiną Calcio. W Padovie w rok rozegrał 5 meczów.
W 2010 roku Ben Djemia został wypożyczony do innego zespołu z Serie B, Frosinone Calcio. Swój debiut w nim zaliczył 28 sierpnia 2010 w zremisowanym 1:1 wyjazdowym spotkaniu z Piacenzą Calcio. We Frosinone grał przez rok.
Latem 2011 roku Ben Djemia trafił na wypożyczenie do Red Star 93, w którym swój debiut zanotował 15 września 2011 w zwycięskim 4:0 wyjazdowym meczu z Paris FC. Pół roku później wypożyczono go do Petrolulu Ploeszti. Zadebiutował w nim 4 marca 2012 w przegranym 1:2 domowym meczu z FC Vaslui. W Petrolulu grał przez pół roku.
Latem 2012 Ben Djemia został wypożyczony do Astry Giurgiu. Swój debiut w Astrze zaliczył 22 lipca 2012 w wygranym 2:1 wyjazdowym meczu z Glorią Bystrzyca. W Astrze rozegrał 5 meczów.
W 2013 roku Ben Djemia odszedł z Genoi do Stade Lavallois. Zadebiutował w nim 24 sierpnia 2013 w przegranym 0:2 domowym meczu z RC Lens. W Stade Lavallois grał przez dwa lata.
W 2015 roku Ben Djemia został piłkarzem tunezyjskiego Club Sportif Sfaxien. Zadebiutował w nim 17 września 2015 w zwycięskim 2:1 domowym spotkaniu ze Stade Gabésien.
| Sezon   | Klub              | Kraj    | Rozgrywki            | Mecze | Gole |
| ------- | ----------------- | ------- | -------------------- | ----- | ---- |
| 2008/09 | Genoa CFC         | Włochy  | Serie A              | 0     | 0    |
| 2009/10 | Calcio Padova     | Włochy  | Serie B              | 5     | 0    |
| 2010/11 | Frosinone Calcio  | Włochy  | Serie B              | 18    | 0    |
| 2011/12 | Red Star 93       | Francja | Championnat National | 4     | 0    |
| 2011/12 | Petrolul Ploeszti | Rumunia | Liga I               | 12    | 0    |
| 2012/13 | Astra Giurgiu     | Rumunia | Liga I               | 5     | 0    |
| 2013/14 | Stade Lavallois   | Francja | Ligue 2              | 19    | 0    |
| 2013/14 | Stade Lavallois B | Francja | CFA 2 H              | 8     | 0    |
| 2014/15 | Stade Lavallois   | Francja | Ligue 2              | 13    | 0    |
| 2015/16 | CS Sfaxien        | Tunezja | CLP-1                |       |      |

## Kariera reprezentacyjna
W reprezentacji Tunezji Ben Djemia zadebiutował 28 maja 2014 w wygranym 1:0 towarzyskim meczu z Koreą Południową, rozegranym w Seulu. W 2015 roku został powołany do kadry na Puchar Narodów Afryki 2015. Był na nim rezerwowym i nie wystąpił w żadnym meczu.